# PETA
People for the Ethical Treatment of Animals, abgekürzt PETA (englisch für „Menschen für die ethische Behandlung von Tieren“; Eigenschreibweise auch PeTA), ist mit nach eigenen Angaben mehr als fünf Millionen Unterstützern weltweit die größte Tierrechtsorganisation. Sie wurde 1980 unter anderem von der Aktivistin und heutigen PETA-Chefin Ingrid Newkirk gegründet und hat heute ihren Sitz in Norfolk, Virginia in den Vereinigten Staaten. Die Organisation ist als gemeinnützig anerkannt und daher von Steuern befreit. Sie finanziert sich fast ausschließlich über Spenden. Die Organisation hatte im April 2006 insgesamt 187 Angestellte. Büros existieren in Städten weltweit.
Die Organisation kämpft gegen Massentierhaltung, Pelztierhaltung, Tierversuche, Fleischindustrie, Haustierhaltung und Tiere in der Unterhaltungsindustrie sowie gegen Angeln, Trophäenjagd, Tötung von Tieren, die als Schädling betrachtet werden, Hunde- und Hahnenkämpfe. Die kontroversen Kampagnen, die dazu eingesetzt werden, rufen teilweise heftige Kritik hervor. PETA wurde für ihre Unterstützung von Aktivisten kritisiert, die in Zusammenhang mit umstrittenen Gruppen wie der radikalen Animal Liberation Front stehen.
Die Organisation nimmt Tiere, die gefunden oder bei ihr abgegeben werden, auf und versucht, sie an ein neues Heim zu vermitteln. Darüber hinaus praktiziert sie aktiv die Sterilisation und Kastration und Einschläferung von Tieren.

## Verbandsklageberechtigte Tierschutzorganisation
PETA Deutschland e. V. verfügte im Jahr 2018 über neun stimmberechtigte Mitglieder. Nach einem Urteil des VGH Baden-Württemberg vom 12. März 2020 (AZ 1 S 720/18) besitzt PETA Deutschland e. V. nur sieben ordentliche stimmberechtigte Mitglieder, so dass „die Gewähr für eine sachgerechte Aufgabenerfüllung nicht hinreichend dauerhaft gesichert“ sei. PETA Deutschland habe deshalb „keinen Anspruch auf Anerkennung als verbandsklageberechtigte Tierschutzorganisation“. Im Land Berlin ist PETA als verbandsklageberechigte Tierschutzorganisation anerkannt.

## Porträt
PETA lehnt die Praxis ab, Tiere als Eigentum zu betrachten, und wendet sich gegen Speziesismus, Tierversuche, Fleischverzehr, Massentierhaltung und Jagd. Die Organisation beklagt, dass Tiere in der Unterhaltungsbranche eingesetzt und ihre Produkte als Kleidung, Möbel oder Schmuck verwendet werden. Ingrid Newkirk, die Präsidentin von PETA, sagte 1983:

„Tierbefreier bekämpfen die Sonderrolle des menschlichen Tiers, es gibt also keine rationale Basis dafür, zu behaupten, der Mensch hätte Sonderrechte. Eine Ratte ist ein Schwein ist ein Hund ist ein Junge. Sie sind alle Säugetiere.“

### Geschichte
Nachdem die Organisation im Jahr 1980 gegründet worden war, erlangte sie ein Jahr später im Zuge der Affäre der Silver-Spring-Affen öffentliche Aufmerksamkeit. Alex Pacheco, der neben Ingrid Newkirk zu den Mitbegründern zählt, führte verdeckte Ermittlungen im Labor für Primatenforschung am Institute of Behavioral Research in Silver Spring in Maryland durch. Edward Taub, der leitende Forscher, untersuchte die Rückkopplung durchtrennter Nerven in den Gliedmaßen von 17 Affen, um anschließend Elektroschocks anzuwenden, um so physische Einschränkungen der intakten Gliedmaßen zu schaffen. Pacheco besuchte nachts das Institut und machte Fotos, die zeigten, dass die Affen dem ILAR Journal des Institute for Animal Research zufolge unter „widerlichen Bedingungen“ lebten. Mit seinen Beweisen wandte er sich an die Polizei, die im Labor daraufhin eine Razzia durchführte und Taub verhaftete. Taub wurde später in sechs Anklagepunkten wegen Tierquälerei verurteilt, was die erste Verurteilung eines Forschers in den USA darstellte. Das Urteil wurde jedoch später wieder aufgehoben.
Dieser Fall, dessen Aufarbeitung insgesamt zehn Jahre dauerte, führte im Jahr 1985 zur Verabschiedung eines Tierschutzgesetzes und wurde der erste Fall von Tierversuchen, bei dem vor dem Obersten Gerichtshof der Vereinigten Staaten verhandelt wurde, der den Antrag von PETA ablehnte, die Haftung für einige dieser Affen zu übernehmen. Stattdessen blieben die Affen bei den nationalen Gesundheitsinstituten, die Taubs Forschungen finanziert hatten. Der Fall definierte die Organisation als Aktivistengruppe, welche sich verdeckter Ermittlungen, der Justiz und der Medien bedient, um ihre Ansichten zu vertreten.

### Ziele
Die Organisation ist der Ansicht, dass die Grundrechte von Tieren berücksichtigt werden müssen, unabhängig davon, ob die Tiere für den Menschen von irgendeinem Nutzen sind. Stattdessen räumt die Organisation ihnen ein moralisches Recht auf Leben und Recht auf körperliche Unversehrtheit ein.
Die Organisation setzt sich für die Abschaffung der Massentierhaltung zum Zweck der Gewinnung von Fleisch, Milch, Eiern, Leder, Fellen und Pelzen ein. Weiterhin spricht sich die Organisation für eine vegane oder zumindest ovo-lacto-vegetarische Lebensweise aller Menschen aus. Jedoch verfolgt PETA keine Strategie, bei der die Tötung von Tieren kategorisch ausgeschlossen wird.
Ebenso ist PETA prinzipiell gegen Haustierhaltung. Mit dem folgenden Zitat wird die Ansicht von PETA beschrieben: „In einer perfekten Welt könnten alle Tiere frei leben und ihren Bedürfnissen nachkommen.“ Doch da es in unserer Gesellschaft bereits so viele domestizierte Tiere gibt, trügen wir die Verantwortung dafür, uns um diese Tiere zu kümmern. Aus diesem Grund sei PETA dafür, dass alle Menschen niemals ein Tier aus einem Zooladen oder vom Züchter kaufen sollten, da dies die Überpopulation von Tieren unweigerlich fördere und die „Produktion“ oftmals unter tierquälerischen Bedingungen stattfinde. Weiterhin solle man seine tierischen Begleiter kastrieren lassen. Wenn man bereit ist, ein Tier bei sich aufzunehmen, solle der erste und einzige Gang immer ins Tierheim führen.

### Grundsätze
Auf der zur Organisation gehörenden Webseite jesusveg.com argumentiert die Organisation, dass die christliche Nächstenliebe für alle Lebewesen gelten solle und im Widerspruch zur Tierquälerei stehe. Basierend auf diesem Argument wirbt PETA letztendlich für Vegetarismus.
In Interviews, die auch in einer PETA gewidmeten Sendung der Reihe Bullshit! der Skeptiker Penn und Teller ausgestrahlt wurden, befürworten führende Mitglieder von PETA in Ausnahmefällen Gewalt gegen Dinge. Edmund Haferbeck schreibt zusammen mit Frank Wieding in dem 1998 erschienenen Buch Operation Tierbefreiung – ein Plädoyer für radikale Tierrechtsaktionen: „Ein Leben wird für uns immer mehr wert sein als eine aufgebrochene Tür, ein zerstörtes Versuchslabor oder ein in Brand gesteckter Fleischlaster“.

### Aktivitäten
Die Organisation ist für ihre verdeckten Ermittlungen und für ihre Medienkampagnen bekannt. Viele Kampagnen konzentrieren sich auf große Unternehmen wie Kentucky Fried Chicken, McDonald’s, Wendy’s, Burger King, Petco, Procter & Gamble und Covance. 1997 initiierte PETA eine internationale Kampagne gegen HLS, bei der Videomaterial im britischen Fernsehen ausgestrahlt wurde, das innerhalb der Firma heimlich von PETA-Ermittler Michele Rokke gedreht wurde. Darin waren Misshandlungen von Beagles zu sehen. Als HLS damit drohte, rechtliche Schritte dagegen zu unternehmen, war PETA gezwungen, die Aktion fallen zu lassen, da man erdrückende Kosten befürchtete. Stop Huntingdon Animal Cruelty, eine lose Angliederung von Aktivisten mit Verbindungen zu anderen Organisationen, führte die Kampagne fort.

### Finanzen
2023 erhielt PETA Deutschland e. V. 14 Millionen Euro aus Spenden und Erbschaften.
Laut der überprüften Stellungnahme von PETA USA bezüglich der Finanzen erhält die Organisation pro Jahr zum Stand vom 31. Juli 2005 von der Öffentlichkeit mehr als 25 Millionen Dollar. Fast 85 % des Betriebsbudgets wurde unmittelbar für die jeweiligen Aktionen ausgegeben: 10,83 % für wohltätige Zwecke sowie 4,18 % für die Geschäftsführung und die jeweiligen Aktionen. 11 % der Angestellten verdienen zwischen 16.000 und 29.999 US-Dollar; 49 % zwischen 30.000 und 44.999 US-Dollar und 40 % mehr als 45.000 US-Dollar. Ingrid Newkirk verdiente in ihrem Amt als Vorsitzende von PETA im Jahr 2017 insgesamt 39.247 US-Dollar.

### Verdeckte Ermittlungen
Eines der Hauptziele der Organisation ist es, den Umgang mit Tieren in Versuchslaboren und anderen Einrichtungen, in denen Tiere genutzt werden, zu dokumentieren und diesem Thema Öffentlichkeit zu verschaffen. Um das zu erreichen, schickt die Organisation ihre Angestellten in Tierversuchsanlagen, Zirkusse und auf Bauernhöfe mit Intensivtierhaltungen oder andere Tierhaltungen, in denen die Organisation einen ihrer Meinung nach nicht korrekten Umgang mit Tieren vermutet. Zum Teil erfordert es dies, mehrere Monate lang verdeckt zu ermitteln, zu filmen und ähnliches.

#### Deutschland
In Deutschland gab es für diese Zwecke ein „Ermittlerteam“, das bei PETA Deutschland angestellt war und in Stallungen eindrang. In 2013 wurde die Rechercheeinheit aufgelöst; als eingetragener Verein darf PETA nicht illegal agieren. Decken Privatpersonen Missstände auf und wenden sich an die Tierrechtsorganisation, analysiert, verarbeitet und verbreitet diese das zugespielte Recherchematerial.

#### Vereinigte Staaten
Auch PETA USA beteiligt sich nicht an Einbrüchen, um Tiere zu befreien, sondern veröffentlicht Videobänder, die zum Teil von der Animal Liberation Front während ihrer Aktionen aufgenommen werden. PETA vereinbarte, sich mit der ALF zu treffen, um Filmmaterial und -dokumentationen zu erhalten, oder sie als eine Art dritte Person an ihrer Seite zu haben. Diese Praxis führte zu Kritik, da die Aktionen manchmal gewalttätig ablaufen und außerdem die Zerstörung von Eigentum mit sich bringen können. Außerdem wurde behauptet, dass PETA möglicherweise im Vorhinein über Wissen um geplante Angriffe verfüge. Während einer Gerichtsverhandlung in 1995 gegen den ALF-Aktivisten Rod Coronado wegen eines Brandanschlages auf die Michigan State University behauptete US-Anwalt Michael Dettmer bei der Urteilsverkündung, dass Ingrid Newkirk „Tage, bevor der Brand stattfand“ angeordnet hatte, dass Coronado ihr Dokumente aus dem Labor und ein Videoband von der Razzia zuschicken solle.
In Amerika führte die Organisation von April 2003 bis März 2004 beim Medikamentenentwickler Covance verdeckte Ermittlungen durch, um an Videomaterial heranzukommen, das ein britischer Richter nach Angaben der Organisation als „höchst beunruhigend“ bezeichnete. Der Beweis, den PETA dem amerikanischen Landwirtschaftsministerium vorlegte, zeigte, wie Affen geschlagen, gequält und gedemütigt werden. Später wurde Covance wegen Verstoßes gegen die amerikanischen Tierschutzgesetze zu einer Geldstrafe verurteilt.

### Tätigkeit

#### Deutschland
PETA Deutschland e. V. ist eine Schwesterorganisation von PETA USA und im Vereinsregister des Amtsgerichts Stuttgart unter der Nr. VR 202128 eingetragen. Nach eigenen Angaben sei PETA Deutschland e. V. vom Finanzamt Stuttgart unter der Steuernummer 99059/04626 als steuerbegünstigt und besonders förderungswürdig anerkannt; Mitgliedsbeiträge und Spenden sind steuerlich abzugsfähig. Demnach sei PETA Deutschland e. V. ein gemeinnütziger, als förderungswürdig anerkannter Verein, der sich nach eigenen Angaben ohne staatliche Unterstützung ausschließlich aus Spenden und Erbschaften finanziert.

### Jugendorganisation peta2
2002 wurde peta2 als Jugendorganisation von PETA in den USA gegründet, 2003 folgte peta2 Deutschland. Die Organisation richtet sich dabei primär an ein junges Publikum zwischen 13 und 25 Jahren und verfolgt das Ziel, auf Tierrechte aufmerksam zu machen und Menschen zu einer veganen Lebensweise zu bewegen.

#### Arbeitsweise
Im Gegensatz zur Mutterorganisation PETA, die sowohl verdeckt ermittelt als auch sich mit Kampagnen, Petitionen und Klagen an Politik, Wirtschaft und Justiz wendet, konzentriert sich peta2 auf die Öffentlichkeitsarbeit. Dabei führt peta2 selbst keine Aktionen oder Demonstrationen durch, sondern koordiniert ein landesweites Netz aus „street teams“, die meist in größeren Städten angesiedelt sind und sich unter der Leitung eines Koordinators organisieren. Diese Streetteams führen Aktionen und Demonstrationen durch und betreuen Infostände bei Konzerten und Festivals, bei denen peta2-Materialien verteilt werden. peta2 sammelt außerdem selbst keine Spenden, sondern wird aus Spenden von PETA finanziert.

#### Kampagnen
Mit seinen Kampagnen greift peta2 einzelne Aspekte aus den PETA-Grundsätzen auf. So behandelt etwa „Meat’s Not Green“ die Auswirkungen des Fleischkonsums auf die Umwelt, „Justice For All“ erklärt das Prinzip des Karnismus für eine junge Zielgruppe, und „Milk Kills“ setzt sich gegen den Milchkonsum ein.
Wie PETA arbeitet dabei auch peta2 mit prominenten Unterstützern zusammen, um Aufmerksamkeit für die eigenen Themen zu schaffen. Dazu gehören nationale und internationale Musiker aus den Bereichen Punk und Hardcore, aber auch Schauspieler, Blogger und Youtuber. So setzen sich etwa Jennifer Rostock und Rise Against regelmäßig für peta2 ein, außerdem waren unter anderem die Donots, Noah Cyrus, Samsas Traum und Jella Haase auf Motiven und in Videos von peta2 zu sehen.

## Aktionen
Die Arbeitsmethoden der Tierrechtsorganisation sind öfters radikal medienwirksam. Provokative und deutlich sichtbare Kampagnen wie „Esst mehr Wale!“ und „Holocaust auf Ihrem Teller“ (mit Leichenbergen aus Konzentrationslagern und Haufen toter Schweine) sollten Aufmerksamkeit erzeugen und auf Sachverhalte bezüglich der Behandlung von Tieren lenken, die unbekannt, vertuscht oder verheimlicht seien. 
Eine Reihe von Aktionen richtet sich dabei konkret gegen den Konsum von Fleisch und anderen tierischen Produkten. Dabei werden der Konsum, die Herstellung und auch einzelne Unternehmen der betroffenen Branchen in den Fokus gerückt. Zum Teil werden damit auch politische Ziele verbunden, wie etwa die Erhebung einer gesonderten Steuer auf tierische Produkte.
Bei vielen Aktionen steht dabei vor allem die mediale Aufmerksamkeit im Zentrum. So kritisierte PETA etwa die Verwendung von tierischen Produkten in Computerspielen (nicht die dort mögliche Gewalt gegen Menschen) oder forderte die Umbenennung von Städten, wie etwa Finning in Bayern. Weitere Beispiele sind:

### Nacktlauf
Als Parodie auf den jährlich stattfindenden Stierlauf in Pamplona, bei dem die Tiere gehetzt und verletzt werden, veranstaltet die Organisation außerdem seit 2002 jeweils zwei Tage zuvor den sogenannten Running of the Nudes (Nacktlauf), bei dem PETA-Aktivisten teilweise unbekleidet durch die nordspanische Stadt rennen. 2006 nahmen dabei mehr als 1.000 Aktivisten teil.

### „Sexiest Vegetarian“

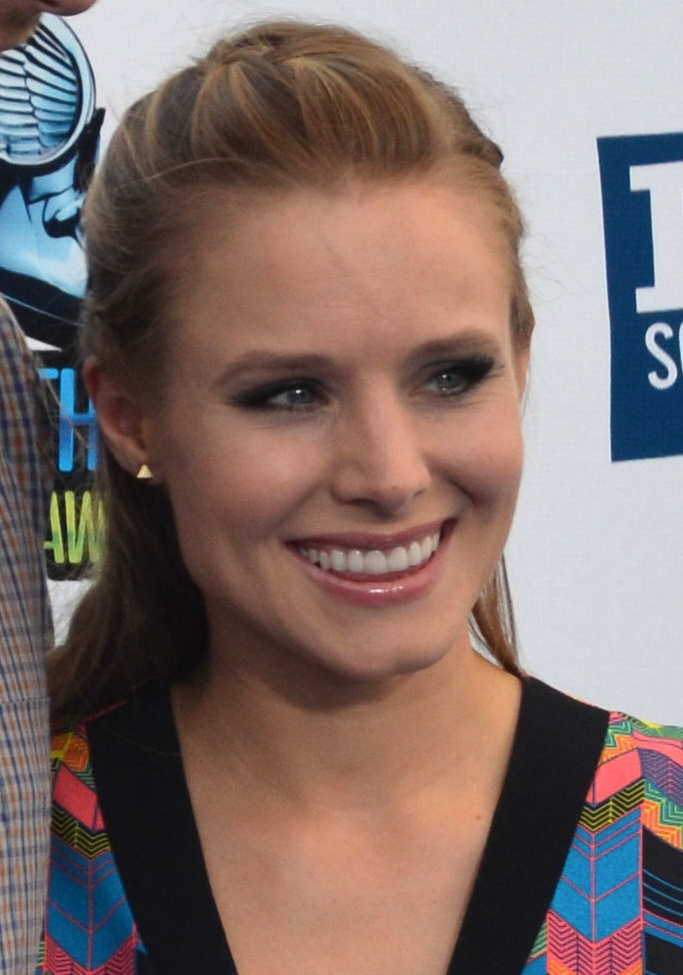
Sexiest Vegetarian 2013: Kristen Bell

PETA kürt jedes Jahr die Sexiest Vegetarian Celebrities. 2013 waren dies Kristen Bell und Dax Shepard. Bei der ersten Nominierung wurden 2006 Natalie Portman und Benji Madden nominiert. Bis 2011 geschah dies unter der Initiative der Jugendorganisation PETA2. Bei den Preisträgern handelte es sich häufig um Leadsänger aus dem Rockmusik-Bereich, z. B. Alissa White-Gluz.
Eine Reihe von Kampagnen löste dabei besondere Kontroversen aus beziehungsweise erreichte besondere Prominenz:

### „Holocaust auf Ihrem Teller“
2003 begann die Organisation in den USA die Aktion und Ausstellung „Holocaust on Your Plate“ (deutsch Holocaust auf Ihrem Teller), die aus acht jeweils 18 Quadratmeter großen Streifen bestand. Darauf wurden Bilder des Holocaust Bildern aus der Massentierhaltung gegenübergestellt. Die Finanzierung der Aktion blieb anonym. Fotos von Insassen in hölzernen Kojen in Konzentrationslagern wurden neben Hühnern in Käfigen gezeigt und angehäufte Leichen von Holocaustopfern neben einem Haufen toter Schweine.
Bildunterschriften erklärten, dass „genau wie Juden in Konzentrationslagern ermordet wurden, die Tiere terrorisiert werden, wenn sie in riesigen und schmutzigen Lagerhäusern untergebracht sind und für den Transport in Schlachthäuser zusammengetragen werden. Das Ledersofa und die Handtasche sind das moralische Äquivalent der Lampenschirme, die aus der Haut derjenigen Leute hergestellt wurde, die in den Vernichtungslagern getötet wurden.“
Die Webseite des Projektes zitierte außerdem den jüdischen Nobelpreisträger Isaac Bashevis Singer, der über Tiere schrieb: „Wenn es um Tiere geht, sind alle Menschen Nazis. Für die Tiere ist ewig Treblinka.“
Im März 2004 übernahm PETA-Deutschland die Kampagne. Der Vergleich der Massentierhaltung mit dem Holocaust rief Entrüstung hervor, da er den Massenmord an den europäischen Juden in der Zeit des Nationalsozialismus relativiere. In vergleichbarer Weise wurde eine Kampagnen von 2005 kritisiert, in der PETA den Umgang mit Tieren mit Sklaverei verglich.

#### Rechtliche Situation in Deutschland
Das von der Staatsanwaltschaft Stuttgart eingeleitete Strafverfahren gegen den 2. Vorsitzenden von PETA Deutschland e. V. wegen des Vorwurfs der Volksverhetzung wurde gegen Zahlung einer Geldauflage von 10.000 € eingestellt.
In mehreren Entscheidungen des Landgerichts Berlin und des Kammergerichts aus den Jahren 2004 und 2005 wurde PETA die Verbreitung der Plakate rechtskräftig untersagt. Die Gleichsetzung von Holocaustopfern mit Tieren vor dem Hintergrund des Menschenbildes des Grundgesetzes erscheine willkürlich; die Erniedrigung der abgebildeten Menschen werde im Interesse der von PETA für richtig gehaltenen Ziele instrumentalisiert.
Mit Beschluss vom 20. Februar 2009 nahm das Bundesverfassungsgericht die gegen diese Entscheidungen gerichtete Verfassungsbeschwerde von PETA nicht zur Entscheidung an. Insbesondere sei die Bewertung des Kammergerichts nicht zu beanstanden, dass „ein kategorialer Unterschied zwischen menschlichem, würde begabtem Leben und den Belangen des Tierschutzes“ bestehe und „die Kampagne des Beschwerdeführers als eine Bagatellisierung und Banalisierung des Schicksals der Holocaustopfer“ darstelle. Darin liege eine Beeinträchtigung des allgemeinen Persönlichkeitsrechts, dem hier ein „Vorrang vor der Meinungsfreiheit“ eingeräumt werde. Am 9. November 2012 entschied der Europäische Gerichtshof für Menschenrechte, dass das Verbot der Kampagne mit der Europäischen Menschenrechtskonvention vereinbar sei. Der Gerichtshof wies den Antrag von PETA auf Überweisung an seine Große Kammer ab; damit wurde das Urteil rechtskräftig.

#### Rechtliche Situation in Österreich
Nachdem die „Holocaust auf Ihrem Teller“-Kampagne in Österreich 2004 zunächst durch einstweilige Verfügung untersagt worden war, entschied im Oktober 2006 der Oberste Gerichtshof (OGH), dass die Kampagne rechtmäßig sei. Sie sei durch das Recht auf freie Meinungsäußerung gedeckt. In seiner Begründung führte der OGH aus:
„Die von den Klägern relevierte Verächtlichmachung einer Rasse oder eines Volkes wird mit der Werbekampagne nicht bewirkt: […] Die Aussage geht nur dahin, dass Juden wie Tiere behandelt wurden. Die Gegenüberstellung führt jedenfalls beim maßgeblichen verständigen Durchschnittsbetrachter nicht zu der von den Klägern gezogenen Schlussfolgerung. Zweifellos hätte die beklagte Tierschutzorganisation auch mit der Veröffentlichung bloß der Tierbilder eine aufrüttelnde Wirkung erzielen können. Zu untersuchen ist hier die allfällige Rechtswidrigkeit der Instrumentalisierung des Holocaust für Zwecke des Tierschutzes. Den Klägern ist zuzugestehen, dass zumindest ein Teil des angesprochenen Publikums der Kampagne, der Fragen des Tierschutzes  ablehnend gegenübersteht, die Gegenüberstellung als völlig überzogen und unzulässig ansehen wird. Ein anderer Teil des Publikums wird jedoch der gänzlich anderen Auffassung im Sinn des Standpunkts der beklagten Partei sein. Zu untersuchen ist die Rechtswidrigkeit des bekämpften Vergleichs. Nach Auffassung des erkennenden Senats ist dieser nicht schon per se unzulässig und damit rechtswidrig, weil mit einer solchen Ansicht eine nicht zu rechtfertigende Einschränkung der Rede- und Meinungsfreiheit verbunden wäre: Nach der schon zitierten Judikatur sind auch extreme Meinungsäußerungen, insbesondere auch von Minderheiten und Querdenkern zulässig.“
Gleichzeitig erkannte der OGH an, „dass die bekämpfte Kampagne zugunsten des Tierschutzes durchaus als pietätlos, geschmacklos, überzogen und sogar als unmoralisch beurteilt werden“ könne.

### Nacktkampagnen und Kampagnen gegen Pelz
Die Organisation führte insgesamt zwei Kampagnen durch, die über eine längere Zeit liefen. Auf den Plakaten zu „Das ist der Rest von Ihrem Pelz“ posierten verschiedene Prominente (zum Beispiel Christina Applegate, Vanessa Petruo, Sophie Ellis Bextor, Alexandra Kamp) mit dem gehäuteten Kadaver eines Fuchses, um gegen die Pelzindustrie zu demonstrieren. 
 In der zweiten Kampagne „Ich gehe lieber nackt, als dass ich Pelz trage“ traten Supermodels wie Christy Turlington und Naomi Campbell nackt auf, um ihren Widerstand gegen das Tragen von Pelzen auszudrücken. Im April 2011 gewann PETA Daniela Katzenberger als Botschafterin. Auf den Bildern war Katzenberger nur mit einem Tuch bekleidet zu sehen, um gegen chinesische Pelzfarmen zu demonstrieren. PETA brach die Zusammenarbeit mit einigen Models ab, als diese, wie Naomi Campbell im Jahr 1997 während einer Modeschau in Mailand, weiterhin Pelz trugen. Andere Models, mit denen PETA die Zusammenarbeit beendete, waren Kate Moss und Cindy Crawford. Die Kampagne mit nackten Models von 1994 wurde innerhalb der Tierrechtsbewegung insbesondere im englischsprachigen Raum kontrovers diskutiert. Victor Schonfeld kritisierte, mit dieser Kampagne würde der Kampf für realen Wandel aufgegeben. Ingrid Newkirk entgegnete, bei PETA sei man der Überzeugung, dass Kompromisse und Spaß für echte Tierschutzarbeit notwendig seien.

### Kampagne „Dein Papa tötet Tiere“
Die Organisation erntete Kritik dafür, dass sie grafische Flugblätter unter Kindern verteilt hatte. Laut der Website von PETA sollen diese Eltern bewusst machen, wie sich ihr Handeln auf ihre Kinder auswirkt.
Ein Flugblatt, das sich gegen das Tragen von Pelzen richtete, hatte die Überschrift „Deine Mama tötet Tiere“ und zeigte einen Comic, in dem eine Mutter ein Messer in den Bauch eines Kaninchens rammt. Ein anderes Flugblatt namens „Dein Papa tötet Tiere“ zeigte einen Comic-Vater, der einen Fisch ausnimmt; das Blatt ist mit folgendem Text versehen:

„Da dir dein Papa falsche Lektionen darüber gibt, was richtig oder falsch ist, solltest du ihm beibringen, dass Angeln Mord ist. Und solange dein Papa nicht gelernt hat, dass mit so etwas nicht zu spaßen ist, solltest du deine Hündchen und Kätzchen von ihm fernhalten. Er ist so besessen davon, Tiere zu töten, dass diese die nächsten sein werden, die dran glauben werden.“

## Hilfsprogramme

### Kastration/Sterilisation von Tieren
Die Organisation betreibt mehrere Programme, um Katzen und Hunden in ärmeren Gegenden wie im Südosten Virginias und im Norden Kaliforniens zu helfen. Um auf die Wichtigkeit der Sterilisation von Tieren aufmerksam zu machen, entwarf man ein Werbeplakat mit IWF-Chef Dominique Strauss-Kahn, auf dem zu lesen war: „Zu viel Sex kann eine schlechte Sache sein …“. Man nahm damit Bezug auf den Sexskandal um den IWF-Chef im Jahr 2011.
Außerdem betreibt der US-Ableger von PETA im Raum Norfolk ein sogenanntes SNIP-Mobil, eine mobile Kastrations- und Sterilisationsstation. Darin werden seit 2001 pro Tag durchschnittlich 25 Kastrationen durchgeführt.

### Sonstiges
Für vernachlässigte Hunde und Katzen, die schwer krank und verletzt sind, bietet PETA den Haltern Beratung an. Ebenso werden Fälle von Tierquälereien weiterverfolgt.
Die Organisation unterstützt die Biotechnologie-Forschung für Gewebekulturfleisch finanziell und macht durch Pressemitteilungen auf moderne Ansätze zur Fleischherstellung aufmerksam.

## Liberation Awards
Die Liberation Awards sind eine Auszeichnung für Unternehmen, Produkte und Personen, die sich durch ihren vorbildlichen veganen Charakter auszeichnen. Der Liberation Award ist das „deutsche“ Pendant zu den US-amerikanischen Libby Awards, die das gleiche Ziel verfolgen. Der deutsche Liberation Award wurde 2014 erstmals in 17 Kategorien vergeben. Erste Preisträger sind unter anderem Jennifer Rostock sowie deren Sängerin Jennifer Weist. Der Liberation Award wird durch die Jugendorganisation PETA2 vergeben.

## PETA Vegan Fashion Award
Mit dem PETA Deutschland Vegan Fashion Award werden Designer und Modehäuser ausgezeichnet, die „innovative und tierleidfreie Mode kreieren und verkaufen“. Die Auszeichnung findet in insgesamt zwölf Kategorien statt: „beste Designer“, „beste Sneaker“, „beste Schuhe Damen“, „beste Schuhe Herren“, „beste Outerwear Damen“, „beste Outerwear Herren“, „beste Business Damen“, „beste Business Herren“, „beste Handtasche Damen“, „beste Handtasche Herren“, „beste Accessoires Damen“, „beste Accessoires Herren“.
Mit dem Vegan Fashion Award will PETA zeigen, „wie vielfältig und sexy die veganen Designs von Casual bis High Fashion sind“. Die ausgezeichneten Designs sollen noch mehr Designer dazu inspirieren, verstärkt vegane Materialien zu verwenden.
Der PETA Vegan Fashion Award wird einmal im Jahr vergeben, erstmals 2013. Während der damaligen Verleihung präsentierte PETA ein neues „Label“, das Kleidung und Accessoires als „PETA Approved Vegan“ kennzeichnen und Verbrauchern damit eine einfache Orientierung beim Einkaufen bieten soll.

## Kritik

### Anthropomorphisierung
Als Anthropomorphisierung wird der Analogieschluss von Tier und Mensch verstanden, der beide gleichsetzt und impliziert, dass Wahrnehmung und individuelle Lebenswelten von Tier und Mensch identisch seien. Mit Gleichsetzungen zwischen Tier und Mensch erlangt PETA das meiste Aufsehen. Am Gründonnerstag 2010 wollte PETA in der Ulmer Innenstadt mit einer symbolischen „Tierkreuzigung“ gegen Fleischverzehr protestieren. Drei PETA-Mitglieder mit Tiermasken sollten an Kreuzen festgebunden werden, um das Leiden Jesu mit Tieren gleichzusetzen. Die Stadt verbot die Aktion wegen grober Sittenwidrigkeit, das Verwaltungsgericht hob das Verbot auf.

### Einschläferung von Tieren
Im März 2010 wurde bekannt, dass die Organisation im Jahr 2009 97 % der Tiere in ihrem eigenen Tierheim in Virginia einschläfern ließ. Andere Heime im selben Bundesstaat schläferten nur etwas mehr als die Hälfte der Tiere ein. Im Jahr 2011 wurden 95 % der Hunde und Katzen in eigenen Tierheimen getötet, insgesamt hat PETA mehr als 90 % der anvertrauten Tiere seit 2005 getötet.
Der Rosenheimer Autor Stefan Loipfinger, Begründer des Internetportals CharityWatch.de, belegte die Organisation mit einem Spendenwarnhinweis. In seinem im Oktober 2011 erschienenen Buch Die Spenden-Mafia (Droemer Knaur) kritisiert er unter anderem die Verschleierung der wahren Absichten der Organisation und Prominente, die sich dafür instrumentalisieren lassen.
In einer Stellungnahme schreibt PETA unter anderem, dass ca. 6 bis 8 Millionen Katzen und Hunde jährlich in US-amerikanische Tierheime gebracht werden, und dass der Anteil unvermittelbarer Tiere in den eigenen Einrichtungen bedeutend höher sei.

### Gegenkampagnen
Firmen, die Ziele von PETA-Aktionen sind, schließen sich vermehrt zu Gegenkampagnen zusammen. Dazu gehört das Center for Consumer Freedom (CCF) mit mehr als 1000 persönlichen Mitgliedern und weiteren 100 Mitgliedsunternehmen. Zu den Unternehmen, die ihre Unterstützung für CCF offengelegt haben, gehören Coca-Cola, Wendy’s, Tyson Foods und Pilgrim’s Pride. Das CCF betreibt unter anderem die Internetseite petakillsanimals.com.

### Zusammenarbeit mit Firmen
PETA kooperiert mit zahlreichen Unternehmen u. a. aus der Fleisch- und Modeindustrie und verzichtet im Gegenzug auf Kampagnen gegen die Partnerunternehmen. Im Verborgenen ist es zu einem Pakt zwischen Peta und Wiesenhof – einem der größten Fleischproduzenten Deutschlands – gekommen.

### „Terror im Namen der Tiere“
Die Hannoversche Allgemeine Zeitung (HAZ) sprach 2009 auf einer Themenseite vom „Terror im Namen der Tiere“ und zitierte Edmund Haverbeck. Dieser kündigte an, „Holocaust auf Ihrem Teller“ von 2003 sei „die letzte Warnung an die Gesellschaft“, sonst sei eine „Al Qaida für die Tiere nicht mehr zu verhindern“.

### Autismus-Kontroverse
In Anlehnung an die Werbekampagne „Got Milk?“ (wörtlich „Hast du Milch?“) veröffentlichte PETA Ende 2013 einen Blog-Post und startete eine Werbekampagne unter dem Namen „Got Autism?“ (wörtlich „Hast du Autismus?“), die behauptet, Autismus werde durch Milchprodukte begünstigt oder verstärkt. (vgl. Gfcf-Ernährung) PETA berief oder beruft sich dabei auf Studien, die teilweise einen zu kleinen Stichprobenumfang (eine Studie mit 20 Kindern) hatten, nicht als Doppelblindstudien durchgeführt wurden und in unabhängigen Auswertungen diskreditiert wurden.
Die Kampagne selbst begann 2008 und tauchte seitdem (u. a. in sozialen Medien) immer wieder auf. Der Blog-Post wurde während der Zeit öfter angepasst. So sprach PETA anfangs von „antisozialen Verhalten“ der Betroffenen und stellte auch die Vermutung auf, Milchprodukte könnten Autismus  auslösen. Ende 2014 wurde der Beitrag abgeändert, sprach von „Schwierigkeiten bei sozialen Interaktionen“ und erklärte nur noch, Autismus oder dessen Symptome würden durch Milchprodukte gefördert. Aktuell ist in dem Blogpost von keiner dieser umstrittenen Behauptungen mehr die Rede.
Ähnlich wie bei den früheren Kampagnen gegen Molkereien wurde auch eine Verbindung von Milch zu Krebs und anderen Krankheiten gezogen. So sei es nach PETA „nicht überraschend“, dass Milch auch Autismus verstärke.

## Juristische Auseinandersetzungen

### Streit um Domains
Im Februar 1996 trug eine Parodie-Website, die sich People Eating Tasty Animals nannte (englisch für „Leute, die leckere Tiere essen“), die Domain peta.org ein. Die Seite enthielt Links zu anderen Seiten, die den Verbrauch von Fleisch, den Gebrauch von Leder und Tierpelzen befürworteten sowie für den Nutzwert von Tierversuchen in der medizinischen Forschung warben. Als Reaktion auf diese Seite reichte PETA einen Prozess wegen Markenrechtsverstoßes gegen den Webmaster dieser Seite und gegen Network Solutions ein, die Firma, die die Domain initiiert hatte. Der Rechtsstreit wurde zugunsten von PETA entschieden, so dass PETA die Rechte an dieser Domain besitzt.
Während dieser Gerichtsprozess wegen der Internetadresse peta.org noch lief, richtete PETA die Domains ringlingbrothers.com und voguemagazine.com ein. Auf beiden Seiten wollte die Organisation auf die Grausamkeit aufmerksam machen, für die Ringling Bros. and Barnum & Bailey Circus und die Zeitschrift Vogue verantwortlich seien. Später gab PETA beide Domains auf, nachdem Markenrechtsprozesse angedroht worden waren.

### Prozess wegen Copyright-Verletzung eines Affen

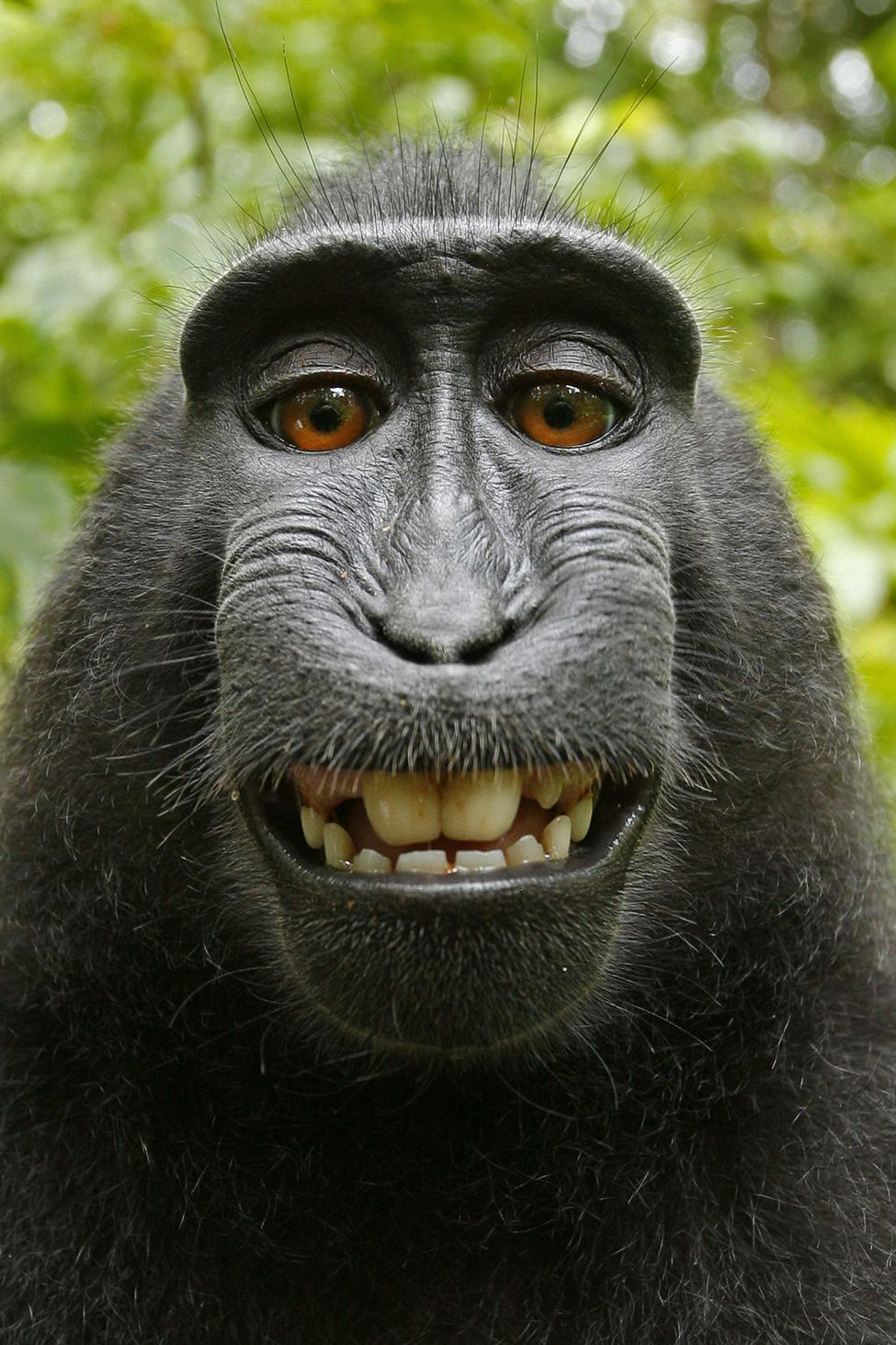
Selbstporträt des Schopfaffen-Weibchens

Im Jahr 2015 reichte PETA Klage gegen den Fotografen David Slater ein. Ein Schopfaffe hatte Slater im Tangkoko Naturreservat auf der indonesischen Insel Sulawesi die Kamera entrissen und dabei mehrere Male den Auslöser betätigt. Dabei entstand ein scharfes „Selfie“ des Affen, das anschließend weltweit im Internet verbreitet wurde. Die Organisation PETA verklagte den Fotografen wegen Urheberrechtsverletzung: Der Affe besitze die Rechte am Bild, da jener den Auslöser betätigt habe (angeblich sogar bewusst und zielgerichtet) und darüber hinaus Gegenstand dieses Fotos sei. PETA verlor den Prozess in erster Instanz. Der Prozess ist von Bedeutung, weil er die grundlegende Frage nach der Persönlichkeit von Sachgegenständen stellte (also ob Tiere, die im juristischen Kontext als Sachgegenstände gelten, Persönlichkeitsrechte haben) und auch philosophische Überlegungen fordert. Die Reaktionen auf die Vorgehensweise von PETA waren stark umstritten. Eine Wildtierbiologin zog sich im Streit mit PETA zurück. In digitalen Netzwerken hagelte es Kritik, es sei nicht die Aufgabe der Organisation PETA, gegen derartige „Urheberrechtsverletzungen“ vorzugehen, da in diesem Fall keinem Tier Schaden zugefügt wurde. Andere sahen diesen Fall als ausschlaggebend für den Respekt vor Tieren – auch im juristischen Kontext. Darüber hinaus schien zunächst ungeklärt, ob PETA überhaupt das Mandat des Affen übernehmen durfte, schließlich bedürfe es hier dessen schriftlicher Bestätigung. Eigenen Aussagen zufolge hatte der Prozess den Briten in den Ruin getrieben.
Im Herbst 2017 einigten sich PETA und David Slater außergerichtlich: Der Fotograf bleibt Rechteinhaber des Selfie-Affen-Fotos, muss aber künftig 25 % der dadurch erzielten Einnahmen spenden.
Im Frühjahr 2018 lehnte ein Berufungsgericht in San Francisco den Vergleich vom Herbst 2017 aber ab und bestätigte dadurch die ursprüngliche, erstinstanzliche Entscheidung mit der Begründung, dass Affen nicht den Status haben, um gegen den Urheberrechtsschutz zu klagen. Eine Klage von Menschen im Namen von Tieren sei nur dann möglich, wenn dies ausdrücklich im Gesetz vorgesehen sei, so das Gericht. Kritik an PETA gab es wegen deren Vorgehensweise als „enger Freund“ des Affen, denn das Gericht konnte keine signifikante Beziehung der Organisation Peta zum Tier feststellen. Zudem versuchte PETA nach der außergerichtlichen Einigung über die 25 % Spenden, an welcher der Affe nicht beteiligt war, das Verfahren einstellen zu lassen. Dies ließe vermuten, dass PETA nur eigene Interessen verfolge und das Tier als „ahnungslose Marionette“ für die PETA-Ideologie benutze.

### Strafanzeige gegen erste deutsche Torera
Im August 2021 erstatte PETA Strafanzeige bei der Staatsanwaltschaft Siegen gegen Clara Sofie Kreutter wegen eines Verdachts auf Verstoß gegen das Tierschutzgesetz. Kreutter hatte beim Stierkampf in Spanien, ebenfalls im August 2021 in Ledaña, zwei Stiere per Lanze niedergestreckt. Beim ersten Stier misslang ihr der Speerstoß. "Der verletzte [Stier] schleppte sich unter unsäglichen Qualen durch die Arena", bis der Bulle "besonders langsam und qualvoll an seinen Stichverletzungen starb." Die Staatsanwaltschaft Siegen leitete ein Strafermittlungsverfahren gegen Kreuter ein, welches jedoch im April 2022 wieder eingestellt wurde. Grund dafür war, bzw. ist das geltende Recht im Tatortland Spanien, welches Tiermisshandlungsverbote beim Stierkampf außer Kraft setzt. Kreutter rechtfertigte sich laut der Süddeutschen Zeitung damit, dass Menschen die "genüsslich ein Steak [...] verzehren", sie für die direkte Teilnahme am spanischen Kulturgut kritisieren würden.

### Strafanzeige gegen die Fleischindustrie
2025 hat PETA Strafanzeige gegen Schlachtbetriebe wegen millionenfachem Verstoß gegen das Tierschutzgesetz gestellt, weil dem Töten von Tieren kein „vernünftiger Grund“ im Sinne des § 17 Nr. 1 TierSchG zugrunde liege. Den Ernährungszwecken der Menschheit könne auch mit rein pflanzlicher Ernährung abgeholfen werden.